# Liste d'encyclopédistes
Cette liste d'encyclopédistes donne par ordre alphabétique les noms d'écrivains et de philosophes célèbres ayant travaillé sur une encyclopédie.

## De A à C
- Jean le Rond d'Alembert
- Johann Heinrich Alsted
- Sâ'id al-Andalousî[1]
- Barthélemy l'Anglais[1]
- Honorius Augustodunensis[1]
- Bède le Vénérable[1]
- Pierre Bayle
- Vincent de Beauvais[1]
- Ephraïm Chambers
- Noël Chomel
- Guillaume de Conches[1]
- Vincenzo Coronelli

## De D à L
- Denis Diderot
- Li Fang[1]
- Dominique Frémy
- Albert le Grand[1]
- Shen Gua[1]
- John Harris
- John Jacob Hoffman
- Abu'l-Walid Muhammad Ibn Rushd de Cordoue, dit "Averroès"[1]
- ‘Abd Allāh Ibn Sīnā, dit "Avicenne"[1]
- Louis de Jaucourt
- Pierre Larousse
- Brunetto Latini[1]
- Raymond Lulle[1]

## De M à Z
- Edme-François Mallet
- Jean-François Marmontel
- Al-Mas'ûdî
- Hraban Maur[1]
- Chen Menglei
- Louis Moréri
- Aristide Quillet
- Abraham Rees
- Marie-Thérèse Rodet Geoffrin
- Isidore de Séville[1]
- Souda
- Wu Shu[1]
- François-Vincent Toussaint
- Johann Heinrich Zedler